# Ochyrocera callaina
Espèce
Ochyrocera callaina est une espèce d'araignées aranéomorphes de la famille des Ochyroceratidae.

## Distribution
Cette espèce est endémique d'Équateur,. Elle se rencontre dans les provinces de Cotopaxi et de Santo Domingo de los Tsáchilas dans la réserve biologique d'Otonga entre 1 209 et 1 888 m d'altitude.

## Description
Le mâle holotype mesure 0,7 mm et la femelle paratype 0,9 mm.

## Publication originale
- Dupérré, 2015 : Descriptions of twelve new species of ochyroceratids (Araneae, Ochyroceratidae) from mainland Ecuador. Zootaxa, no 3956(4), p. 451-475.